# Беверли
Беверли — рыночный город, община и окружная столица в Восточном райдинге Йоркшира, в Англии. Беверли известен своим Собором, Беверли Вествуд, воротами Норт Бар (XV век) и ипподромом. 
Город Беверли в американском штате Массачусетс назван в честь английского города Беверли и после него Беверли-Хиллз в Калифорнии.